# Nachon
Eine Nachon (kreolisch für Nation), auch Nasyon oder Nanchon geschrieben, ist eine Gruppe von Loa, Geistwesen im haitianischen Voodoo.

## Die drei Nachons
Im haitianischen Voodoo existieren drei Nachons: Rada, Petro und Ghede. Loa mit gegensätzlichen Aspekten können zugleich dem Rada und dem Petro angehören, wie es beispielsweise bei Agwe, Erzulie und Simbi Andezo der Fall ist. Hier gibt die Nachon den im Einzelfall angerufenen Aspekt des jeweiligen Loa an.

### Rada

Das Veve (Symbol) der Rada-Loa Ayizan

Das Rada ist die Gesamtheit aller wohltätigen und friedfertigen Loa.
Dieser Nation gehören unter anderem Ayida, Ayizan, Damballah, Filomez, Legba und Loco an.
Der Rada-Kult ist im Königreich Dahomey entstanden und stellt eine alte Verehrungsform im Voodoo dar. Priester des Rada werden als Houngans, Priesterinnen als Mambos bezeichnet.
Er gehört nach europäischer Begrifflichkeit zur weißen Magie.

### Petro

Das Symbol des Petro-Loa Ogoun

Das Petro ist die Gesamtheit aller zerstörerischen und kriegerischen Loa.
Dem Petro gehören unter anderem die Loa Kalfu, Marinette, Ogoun und Ti-Jean-Petro an.
Ihr Kult begann während des Kolonialismus in Haiti und wird mit der Sklavenbefreiung im Zuge der Haitianischen Revolution in Verbindung gebracht, womit es sich um eine neue Form der Loa-Verehrung handelt. Die radikalste Strömung innerhalb des Petro-Kultes ist das Bizango. Priester des Petro und Bizango werden Bocore genannt, Mambos können allen drei Nationen dienen.
Im afrikanischen Voodoo existierten zwei Gruppen von Loa, die als Congo (wie Congo Savanne) und Ibo (wie Ibo Lele) bezeichnet wurden und den Petro-Loa ähnlich waren. In Haiti gelten sie als Gruppen ausgesprochen grausamer Loa innerhalb der Petro-Nachon.

### Ghede

Das Symbol des Ghede-Loa Baron Samedi

Das Ghede ist die Gesamtheit aller Loa, die mit Geburt und Tod sowie mit Themen der Ahnenverehrung betraut sind.
Zu ihnen gehören beispielsweise die Loa Azacca, Linto, Maman Brigitte (kreolisch Brijid) und Baron Samedi (kreolisch Bawon Samdi), der gelegentlich auch als Ghede bezeichnet wird. In diesem Fall steht die Bezeichnung nicht für eine Gruppe von Loa, sondern ist als pars pro toto der Eigenname des höchsten unter ihnen.
Das Ghede ist Gegenstand einer älteren Form des Loa-Kultes, der bereits von den Yoruba im Gebiet des heutigen Benin und Nigeria praktiziert wurde.  Die Ghede-Loa werden sowohl von Houngans als auch Bocoren und Mambos der weißen und schwarzen Magie verehrt und angerufen.